# Luckenau
Luckenau è un comune tedesco di 593 abitanti, situato nel land della Sassonia-Anhalt.